# Jürgen Thorer

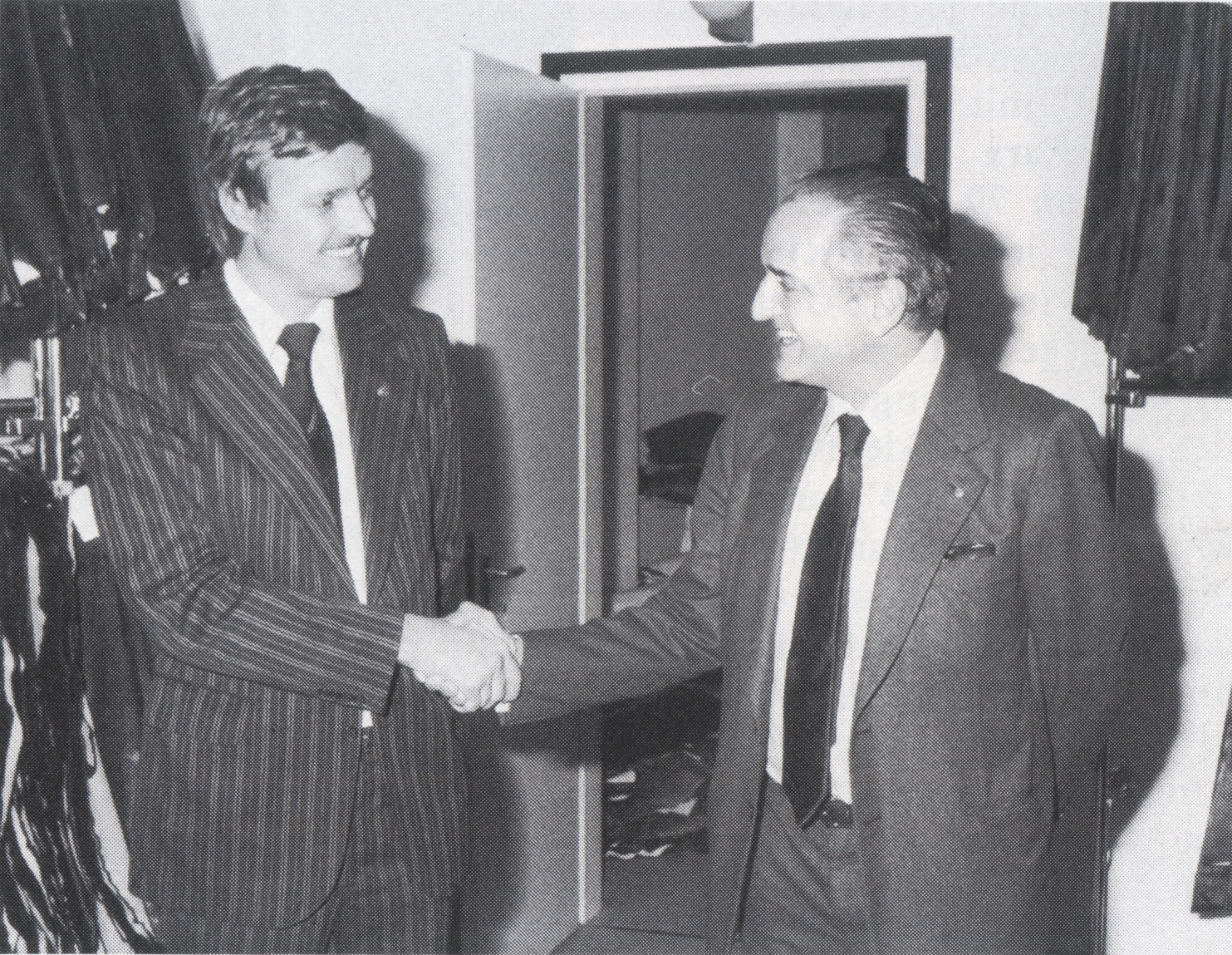
Thorer bei der Einweihung einer Frankfurter Rauchwarengroßhandlung (1978)

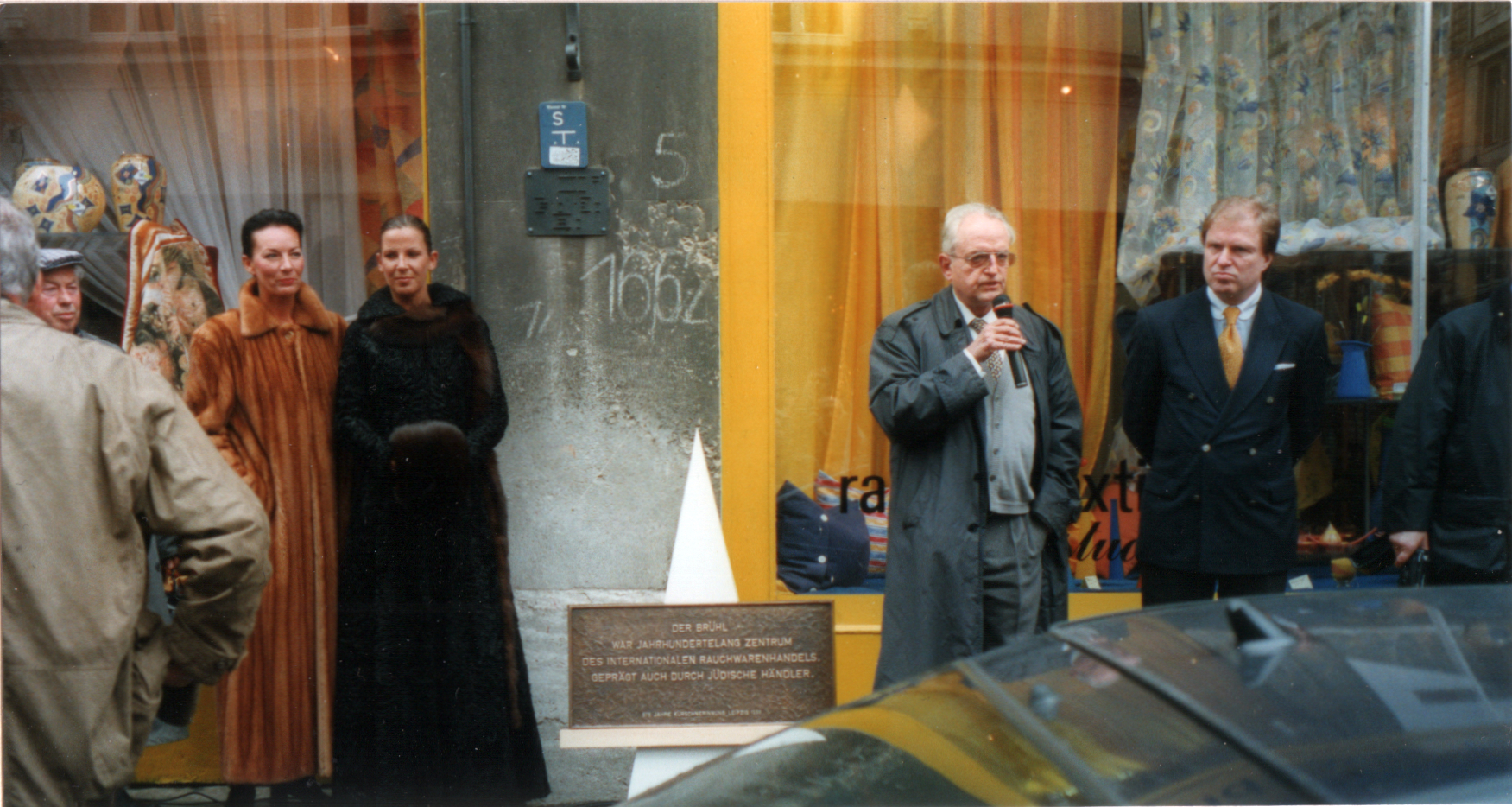
Jürgen Thorer hält eine Ansprache anlässlich der Anbringung einer Gedenktafel an die jüdischen Pelzhändler des Leipziger Brühls (1998)

Jürgen Otto Thorer (* 13. Januar 1926 in Leipzig; † 2. Juni 2009) war ein deutscher Unternehmer im Rauchwarengroßhandel und Verbandsfunktionär des Rauchwarengewerbes, aus der Kürschner- und  Pelzhändler-Dynastie der Familie Thorer.

## Leben
Jürgen Thorer entstammte der Kürschner- und Pelzhändlerdynastie Thorer, die sich bis ins 17. Jahrhundert zurückverfolgen lässt. Er wurde 1926 als drittes Kind von Arndt Johannes Max Thorer (1895–1937), Sohn von Paul Thorer, und Ellinor Gertrud geb. Lampe (* 1897) geboren. Seine Ausbildung absolvierte er in London. 1950 wurde Jürgen Thorer Mitinhaber der Firmen Thorer & Hollender, die ab 1953 wieder als Thorer & Co. firmierte. Die Firma Thorer & Hollender war vor dem Krieg von seinem Vater zusammen mit dessen Schwager Paul Hollender (1883–1950) geleitet worden. Während des Krieges überlebte das Unternehmen als anerkannter Rüstungsbetrieb durch Wehrmachtsaufträge, wurde aber 1946 enteignet. Bereits am 1. Juni 1945 war in Hamburg die Thorer & Hollender KG neu gegründet worden. Sie wurde von Hollender als geschäftsführendem Gesellschafter, sowie seiner Frau Ella Hollender (1884–1950) und Otto Nauen, im Namen des noch unmündigen Jürgen Thorer und seinen Geschwistern geführt. Nach dem Tod seines Onkels Paul und seiner Tante Ella trat Jürgen Thorer ab 1951 zusammen mit Oskar Volkmann als persönlich haftender Gesellschafter der Thorer OHG auf und seit 1965 als Direktor der in Belfast (Nordirland) ansässigen Thorer (U.K.) Limited. In den 1960er Jahren expandierte das Unternehmen, es entstanden Pelzreinigungsbetriebe (Thorer-Cleaning) in Berlin, Hamburg, Velbert im Rheinland und Oberpframmern bei München. 1967 wurde ein Zweigwerk in Sulzbach errichtet und 1978 ein Zweigwerk in Mühlheim übernommen. Aufgrund der Krise der Pelz verarbeitenden Branche musste die Thorer & Co. GmbH, die zuletzt noch 150 Mitarbeiter beschäftigte, 1994 Konkurs anmelden. Der Maschinenpark wurde nach Dispilio, Griechenland, einem kleinen Ort nahe der alten Kürschnerstadt Kastoria, exportiert.

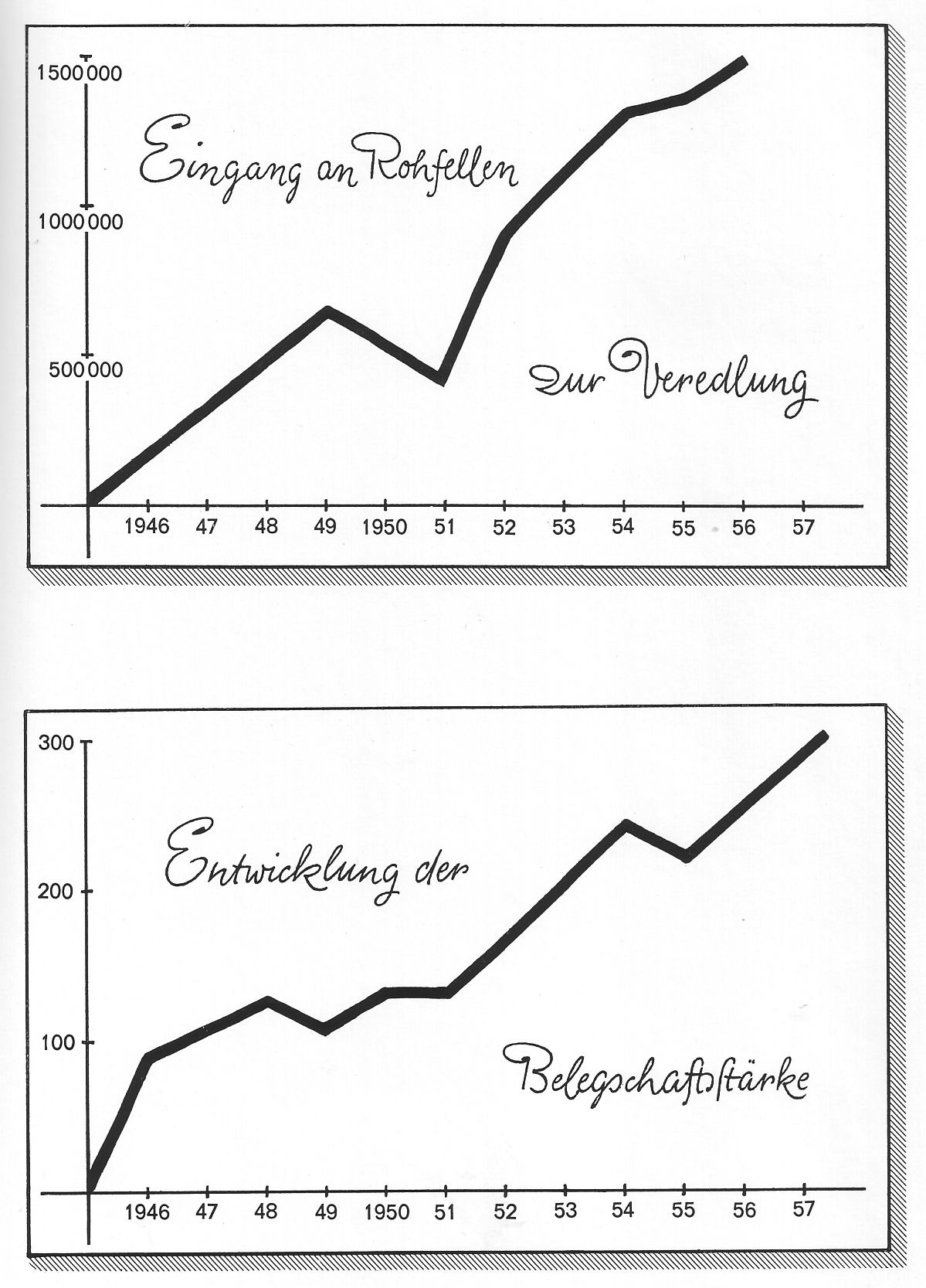
Weiterer Anstieg der Veredlungsaufträge und der Belegschaftsstärke in den ersten Jahren der Mitinhaberschaft von Jürgen Thorer

Von 1978 bis 1989 war Thorer Vorsitzender des Deutschen Pelzverbandes (heute: Deutscher Pelz-Groß- und Außenhandelsverband e. V.) Er war Aufsichtsratsvorsitzender der Frankfurter Pelzmesse und Präsident der „International Fur Trade Federation“, die auf sein Betreiben Mitglied der IUCN wurde. Thorer veröffentlichte Fachbeiträge und Bücher zum internationalen Persianer-Handel und zur Firmengeschichte.
Wie der Frankfurter Kulturdezernent Hilmar Hoffmann in seiner Laudatio zu Jürgen Thorers 60. Geburtstag erinnerte, gingen Thorers Interessen über seinen Beruf hinaus. Ein Jugendtraum sei gewesen, Musiker zu werden. Die Begabung dazu habe ihm 1943 ein Preis für eigene Kompositionen bescheinigt. Auch erhielt er einen Preis für Flugmodelle. Schon in der Kriegsgefangenschaft habe er Chemie studiert und sein Dolmetscherexamen „mit Bravour“ abgelegt. 
Jürgen Thorer starb am 2. Juni 2009. Er war verheiratet und hatte mehrere Kinder.

## Thorer-Gruppe
Am 18. Dezember 1984 weihte die Thorer-Gruppe in Anwesenheit von Jürgen Thorer und Jürgen Bauske (Thorer & Co., Offenbach) ein neues Pelzveredlungswerk in Hongkong ein. Dadurch erhöhte sich die Zahl ihrer Betriebe auf sechs. Neben der Zentrale in Offenbach waren das die Werke in Kapstadt, Belfast, Dietesheim und Sulzbach an der Murr. Das neue Unternehmen firmierte als Thorer-Chen Fur Processing Ltd. Der Generalmanager des Unternehmens war Charles Chen, ein Bruder von Steve Chen (Firma Broadway Fur Co.).

## Ehrungen
- 1987 Golden Lamb Award für Verdienste um die namibische Karakulindustrie[14][11]
- 1991 Ehrenplakette der Stadt Frankfurt am Main[15][11]
- Ehrenpräsident des Deutschen Pelzverbandes[3] und der International Fur Trade Federation.[6]

## Schriften
- Karakulschafe in Südwestafrika, Einfuhr, Zucht und wirtschaftliche Bedeutung. In: Kosmos. Band 56, Ausgaben 1–6, 1960, S. 222–224.
- Kapitel in: Hans E. Matter: Karakul: Breitschwanz und Persianer. Hermelin, Berlin u. a. 1968.
- Thorer & Hollender – 125 Jahre weltumspannender Handel. Thorer und Hollender, Frankfurt am Main 1987.